# Félix Arias
Félix Arias Goytre es un arquitecto urbanista español.

## Biografía
Estuvo al frente de la Dirección General de Urbanismo de la Comunidad de Madrid entre 1983 y 1991.
Candidato en el número 14 de la lista del Partido Socialista Obrero Español (PSOE) en las elecciones municipales de 2003 en Madrid, resultó elegido concejal del Ayuntamiento de Madrid, y desempeñó la portavocía de Urbanismo, Vivienda e Infraestructuras del Grupo Municipal Socialista. Tras su salida en junio de 2007 del consistorio de la capital española fue nombrado en julio de 2007 director general de la Entidad Pública Empresarial de Suelo (SEPES); en noviembre de 2010, el Consejo de Ministros aprobó su nombramiento como director general de Suelo y Políticas Urbanas.
Arias, que ha colaborado en la Plataforma Zona Norte, Plataforma por el Derecho a la Ciudad, la Federación Regional de Asociaciones de Vecinos de Madrid y Ecologistas en Acción, se significó como uno de los actores más activos en contra de la Operación Chamartín. En marzo de 2019 se anunció su inclusión dentro de las filas de Bancada Municipalista, que entonces se encontraba negociando una coalición con Izquierda Unida-Madrid y Anticapitalistas para las elecciones municipales de 2019 en Madrid, y en la que se determinaría la composición de la lista mediante primarias abiertas.

## Premios
- Premio Nacional de Urbanismo (1979, 1980 y 1983)[4]